# Kacper Urbański
Kacper Urbański (sinh ngày 7 tháng 9 năm 2004) là một cầu thủ bóng đá chuyên nghiệp người Ba Lan hiện tại đang thi đấu ở vị trí tiền vệ tấn công cho câu lạc bộ Bologna tại Serie A.

## Sự nghiệp thi đấu

### Lechia Gdańsk
Sinh ra ở Gdańsk, Urbański bắt đầu chơi bóng cho một học viện bóng đá địa phương, AP Lechia Gdańsk. Anh gia nhập Học viện Lechia Gdańsk vào năm 2016, thi đấu ở nhiều cấp độ trẻ khác nhau với câu lạc bộ. Anh chơi cho Lechia Gdańsk II lần đầu vào ngày 14 tháng 11 năm 2019 trong chiến thắng 8–0 trước Jantar Ustka. Urbański ra mắt lần đầu tiên cho đội 1 Lechia Gdańsk vào tháng sau, khi vào sân từ băng ghế dự bị trong trận gặp Raków Częstochowa, trở thành cầu thủ trẻ thứ 2 từng ra mắt tại Ekstraklasa. Sau kỳ nghỉ đông, Urbański có trận đá chính đầu tiên cho câu lạc bộ trong chiến thăng 1-0 trước Piast Gliwice, trở thành cầu thủ trẻ nhất từng đá chính trong một trận đấu ở Ekstraklasa.

### Bologna
Vào ngày 1 tháng 2 năm 2021, anh gia nhập câu lạc bộ Bologna tại Serie A. Ngày 13 tháng 5 năm 2021, Urbański ra mắt cho đội bóng trong thất bại 2–0 trên sân nhà trước Genoa. Sau màn ra mắt này, anh trở thành cầu thủ Ba Lan trẻ nhất từng ra mắt trong lịch sử Serie A.

## Danh hiệu
Bologna Primavera
- Campionato Nazionale Under-17: 2021–22